# Кюмьес
Кюмье́с (фр. Cumiès) — коммуна во Франции, находится в регионе Лангедок — Руссильон. Департамент коммуны — Од. Входит в состав кантона Саль-сюр-л’Эр. Округ коммуны — Каркасон.
Код INSEE коммуны — 11114.

## Население
Население коммуны на 2008 год составляло 38 человек.
| 1962 | 1968 | 1975 | 1982 | 1990 | 1999 | 2008 |
| ---- | ---- | ---- | ---- | ---- | ---- | ---- |
| 34   | 34   | 36   | 43   | 36   | 40   | 38   |

## Экономика
В 2007 году среди 30 человек в трудоспособном возрасте (15—64 лет) 16 были экономически активными, 14 — неактивными (показатель активности — 53,3 %, в 1999 году было 51,5 %). Из 16 активных работали 15 человек (10 мужчин и 5 женщин), безработным был 1 мужчина. Среди 14 неактивных 9 человек были учениками или студентами, 2 — пенсионерами, 3 были неактивными по другим причинам.